# Betoye
Betoye, es una etnia indígena de Colombia que habita a orillas del río Cravo, en el Municipio de Tame, Arauca. Está conformada por un conjunto de comunidades en las inspecciones de Betoyes y Corocito. 

## Aspectos Generales
Las principales comunidades betoye viven en los resguardos indígenas de Roqueros, Parreros, Macarieros, Puyeros, Genareros, Julieros y Velazqueros, que fueron designados según el nombre o apellido de un jefe o capitán de cada comunidad. Originalmente hablaban  betoye, aunque actualmente esta etnia no conservan su lengua, hablan un español particular denominado Español Betoye, en el que permanecen ciertas estructuras gramaticales del sustrato Betoye.
En el censo nacional del DANE, en 2005, la población betoye censada fue de 394 personas distribuidas en una extensión de aproximadamente de 702 hectáreas.

## Costumbres
El matrimonio es exógeno con residencia neolocal. La autoridad propia la ejerce el "capitán", generalmente el hombre más anciano de la comunidad. Para mediados de los ochenta se observaron cambios en su modelo social con el surgimiento de líderes jóvenes que representaban a su grupo frente a la sociedad mayoritaria y organizaban la caza y las fiestas. Rige una división sexual del trabajo, pues las mujeres desempeñaban labores como la limpieza de los cultivos, recolección de cosechas y trabajos domésticos, mientras que los hombres se dedican a la construcción de casas, tumba y quema de partes de bosque para practicar la agricultura itinerante y al comercio.
La fiesta tradicional de la chicha “majule”, preparada con plátano podía durar varios días. Se invitaba a los parientes que vivían en las otras comunidades y la chicha se repartía primero a los ancianos, seguidos de las mujeres y luego al resto de las personas.

## Economía
Los Betoye se describen como hortícolas por tradición, utilizando para sus cultivos el sistema de roza y quema. También practicaban la caza, la pesca y la recolección. Los cultivos básicos son maíz, plátano y yuca para su propio consumo y cacao, café, arroz, introducidos con fines comerciales. Debido a la reducción de la caza mayor, producto del deterioro de los bosques, las presas son en su mayoría ratones de monte, monos, ardillas y picures. La pesca se practica exclusivamente en verano,cuando los ríos y caños son menos caudalosos y profundos.

## Riesgos de Protección
El Pueblo Betoye ha estado históricamente expuesto a la violencia política y social. Además de la historia de la conquista y colonización que impusieron una tradición de reducción forzada del territorio, dos hechos recientes condicionaron su actual problemática: la explotación petrolera que a partir de la década de 1980 conllevó la pérdida de recursos naturales y la construcción de la carretera troncal de la selva que dividió en dos el territorio.
Los Betoye han sufrido diversas formas de amenaza debido a la presencia de actores armados ilegales en su zona de asentamiento, que los han dejado en medio de las confrontaciones armadas. El Consejo Nacional Indígena de Paz en el 2006, en su diagnóstico del estado de los pueblos indígenas del departamento de Arauca, explica que los Betoye han sido los más afectados por “ masacres, asesinatos selectivos, hostigamientos, torturas y amenazas de muerte” y desplazamiento forzado, hechos que han tenido impactos negativos en su cohesión familiar, comunitaria y su supervivencia como pueblo indígena en riesgo.
Entre 2003 y 2008 se reportaron 44.895 personas desplazadas en el departamento de Arauca, de las cuales 21.395 fueron expulsadas del municipio de Tame. Así mismo, el número de desplazados se incrementó en un 96% entre estos dos años, y el 6% (2.522 personas) del total de víctimas por desplazamiento en la región habitada por los Betoye (44.895) son miembros de minorías étnicas, de los cuales 1.048 pertenecen a comunidades indígenas.
Entre 2003 y 2005, se registraron 13 víctimas del conflicto armado pertenecientes a la comunidad indígena Betoye.

## Fortalezas
Los Betoye se han integrado en asociaciones de pueblos indígenas como Organización Nacional Indígena de Colombia y la Asociación de Cabildos y Autoridades Tradicionales Indígenas de Arauca (ASCATIDAR), para la defensa de sus derechos.